# Horace Clarence Boyer
Horace Clarence Boyer, né le 28 juillet 1935 et mort le 21 juillet 2009, est l'un des plus grands spécialistes de la musique gospel afro-américaine. Il était à la fois musicien et universitaire.

## Biographie
Horace C. Boyer obtient un BA du Bethune-Cookman College, ainsi qu'un master of Arts et un doctorat à l'Eastman School of Music. Avec son frère James, ils mènent une carrière de chanteurs sous le nom de « Famous Boyer Brothers ». La fratrie a enregistré pour Excello (1952), Chance (1954), Vee-Jay (1955 et 1957), Nashboro et Savoy (1966 et 1967). On a pu le voir en compagnie d'artistes tels que Mahalia Jackson, James Cleveland, Alex Bradford, Clara Ward et Dorothy Love Coates.
En tant qu'enseignant, il a officié dans plusieurs universités, dont l'Université du Massachusetts à Amherst (1973-1999), l'Albany State College (GA), l'université du centre de la Floride à Orlando et le Brooklyn College Conservatory of Music où il a été chercheur principal et Professeur invité en 1992. Il a dirigé de nombreuses chorales et ateliers de gospel à travers le monde, y compris des événements annuels tels que le Gospel Music Festival à Boulder, CO qu'il a dirigé de 1988 à 2008. Auteur du livre de 1995, How Sweet the Sound: The Golden Age of Gospel Music, qui a reçu des éloges de Booklist and Library Journal,  Horace Boyer a joué un rôle déterminant dans l'introduction de la musique gospel afro-américaine dans de nombreuses communautés au-delà de l'église afro-américaine.
Il a été conservateur invité de l'histoire musicale à la Smithsonian Institution de 1985 à 1986 et a été chercheur distingué à l'Université Fisk en 1986 et 1987, où il a dirigé les célèbres Fisk Jubilee Singers (ensemble vocal d'étudiants a cappella). Il a été conseiller en musique gospel pour le New Grove Dictionary of American Music et a été rédacteur en chef de l'édition 1993 de l'hymne afro-américain, Lift Every Voice and Sing, II. Horace Boyer a publié plus de quarante articles sur la musique gospel dans des revues académiques telles que le Music Educators Journal, le Black Music Research Journal et Black Perspectives in Music.
Il est lauréat 2009 du Lifetime Achievement Award de la Society for American Music, un prix dont les anciens récipiendaires incluent Robert Stevenson, Eileen Southern, Billy Taylor, H. Wiley Hitchcock, Bill C. Malone, Adrienne Fried Block, Vivian Perlis, Charles Hamm et d'autres musicologues, historiens et éducateurs importants.
Il meurt le 21 juillet 2009 à l'âge de 73 ans.